# Шкаровский, Ниссон Адольфович
Ниссон Адольфович Шкаро́вский (при рождении Ни́сон Гда́льевич Шкаро́вский; 1902 — 1964) — советский дирижёр и педагог.

## Биография
Родился 13 июля (по старому стилю) 1902 года в семье одесского мещанина Гдаля Лейбовича Шкаровского и Хавы Шкаровской. Младший ребёнок в семье.
В 1918 году окончил Одесскую консерваторию по классу скрипки. Играл в оркестрах в Нижнем Новгороде, Тбилиси, Саратове. Как дирижёр дебютировал в Одессе в 1925 году в опере «Фауст» Ш. Гуно. Был солистом оркестра и дирижёром оперных театров в Одессе, Нижнем Новгороде, Тифлисе, Саратове, Самаре.
В 1934—1949 годах служил главным дирижёром и художественным руководителем Самарского театра оперы и балета, Алма-Атинского театра оперы и балета и Свердловского театра оперы и балета (1944—1949).
В 1949—1964 годах — главный дирижёр Саратовского театра оперы и балета, а также педагог Саратовской консерватории.
Умер 29 мая 1964 года в Москве. Похоронен на Воскресенском кладбище Саратова.

## Награды и премии
- заслуженный артист Казахской ССР (1938)
- Сталинская премия третьей степени (1951) — за оперный спектакль «От всего сердца» Г. Л. Жуковского на сцене Саратовского АТОБ имени Н. Г. Чернышевского
- заслуженный деятель искусств РСФСР (1954);
- народный артист РСФСР (1957).

## Работы в театре

### Самарский театр оперы и балета
- 1935 — «Снегурочка» Н. А. Римского-Корсакова
- 1935 — «Тихий Дон» И. И. Дзержинского

### Алма-Атинский театр оперы и балета
- 1938 — «Отелло» Дж. Верди

### Свердловский театр оперы и балета
- 1945 — «Дубровский» Э. Ф. Направника
- 1946 — «Княжна Мери» В. А. Дехтерёва

### Саратовский театр оперы и балета
- 1954 — «Богдан Хмельницкий» К. Ф. Данькевича
- 1956 — «Таня» Г. Г. Крейтнера
- 1956 — «Золотой петушок» Н. А. Римского-Корсакова
- 1957 — «Три толстяка» В. И. Рубина